# Константінос Мітроглу
Константінос «Костас» Мітроглу (грец. Κωνσταντίνος Μήτρογλου, нар. 12 березня 1988, Кавала) — грецький футболіст.

## Клубна кар'єра
У дорослому футболі дебютував 2005 року виступами за другу команду німецької «Боруссії» (Менхенгладбах), в якій провів два сезони, взявши участь у 23 матчах чемпіонату. Пробитися до основної команди менхенгладбаського клубу не зміг і 2007 року повернувся до Греції.
2007 року уклав контракт з «Олімпіакосом». Відіграв за клуб з Пірея 3,5 сезони своєї ігрової кар'єри. У складі «Олімпіакоса» був одним з головних бомбардирів команди, маючи середню результативність на рівні одного голу у кожних двох матчах першості.
На початку 2011 року перейшов на умовах оренди до складу команди клубу «Паніоніос». За пів року, влітку 2011, також на орендних умовах приєднався до команди афінського «Атромітоса». Повернувшись з оренд до «Олімпіакоса», продовжив регулярно забивати (майже у кожній другій грі першості).
На початку 2014 року контракт забивного грецького нападника викупив англійський «Фулгем», сплативши за нього близько 12 мільйонів фунтів та уклавши з гравцем контракт на 4,5 роки. Втім у Британії в Мітроглу, який став найдорожчим гравцем в історії «Фулгема», гра не задалася. Через низку травм та проблем з ігровою формою до кінця сезону 2013/14 нападник відіграв лише три гри у Прем'єр-лізі і не зміг завадити вильоту своєї команди з елітного дивізіону. 
Тож влітку того ж 2014 року Мітроглу було відправлено на умовах річної оренди назад до «Олімпіакоса», де він знову почав демонструвати результативну гру у нападі.

## Виступи за збірні
Протягом 2007–2010 років залучався до складу молодіжної збірної Греції. На молодіжному рівні зіграв у 16 офіційних матчах, забив 5 голів.
2009 року дебютував в офіційних матчах у складі національної збірної Греції. Наразі провів у формі головної команди країни 65 матчі, в яких відзначився 17 разів.

## Титули і досягнення
- Чемпіон Греції (4):

«Олімпіакос»: 2007–08, 2008–09, 2012–13, 2014–15
- Володар Кубка Греції (4):

«Олімпіакос»: 2007–08, 2008–09, 2012–13, 2014–15
- Володар Суперкубка Греції (1):

«Олімпіакос»: 2007
- Чемпіон Португалії (2):

«Бенфіка»: 2015–16, 2016-17
- Володар Кубка Португалії (1):

«Бенфіка» : 2016-17
- Володар Кубка португальської ліги (1):

«Бенфіка»: 2015–16
- Володар Суперкубка Португалії (1):

«Бенфіка»: 2016
- Володар Кубка Туреччини (1):

«Галатасарай»: 2018–19
- Чемпіон Туреччини (1):

«Галатасарай»: 2018–19
- Володар Суперкубка Туреччини (1):

«Галатасарай»: 2019